# Ondjiva
Ondjiva (auch N'jiva und Onjiva geschrieben; zur Kolonialzeit Pereira d’Eça) ist eine Großstadt im Südwesten Angolas. Die Stadt liegt etwa 950 km südlich von Luanda und etwa 50 km nördlich der Grenze zu Namibia. Die nächstgelegene Großstadt ist Lubango in etwa 200 km Entfernung. Die Stadt Ondjiva ist für eine Provinzhauptstadt klein und übersichtlich.
Ondjiva ist Sitz des Bistums Ondjiva.

## Geschichte
Bis 1917 war Ondjiva Residenz der UuKwanyama-Könige. Im Verlauf der deutsch-portugiesischen Auseinandersetzungen am Rande des Ersten Weltkriegs verstärkte die portugiesische Kolonialverwaltung ihre Präsenz im Gebiet. Die Portugiesische Kolonialverwaltung erhob den Ort danach zur Kleinstadt (Vila) und nannte ihn Vila Pereira d’Eça. Der Name sollte an den General und Kolonialverwalter António Júlio da Costa Pereira d’Eça (1852–1917) erinnern, der von 1914 bis 1915 Kriegsminister der jungen Republik Portugal war. Er wurde danach Gouverneur und Oberbefehlshaber Angolas. In der Funktion nahm er am 12. Juli 1915 die Kapitulation der deutschen Truppen im Grenzgebiet zu Deutsch-Südwestafrika offiziell zur Kenntnis. Nach der Unabhängigkeit Angolas 1975 wurde der portugiesische Ortsname durch die heutige Bezeichnung ersetzt.

## Verwaltung und Bevölkerung
Ondjiva ist die Hauptstadt der Provinz Cunene. Die Stadt ist zudem eine Gemeinde (Comuna) im Landkreis (Município) von Cuanhama, dessen Hauptstadt sie auch ist. Der nationale Zensus 2014 ergab eine Einwohnerzahl von 121.537, womit sie zu den kleineren Provinzhauptstädten Angolas gehört.
Die Bevölkerung gehört in der Stadt und der umliegenden Region überwiegend dem Volk der Ovambo an, meist dessen Untergruppe der Kwanyama.

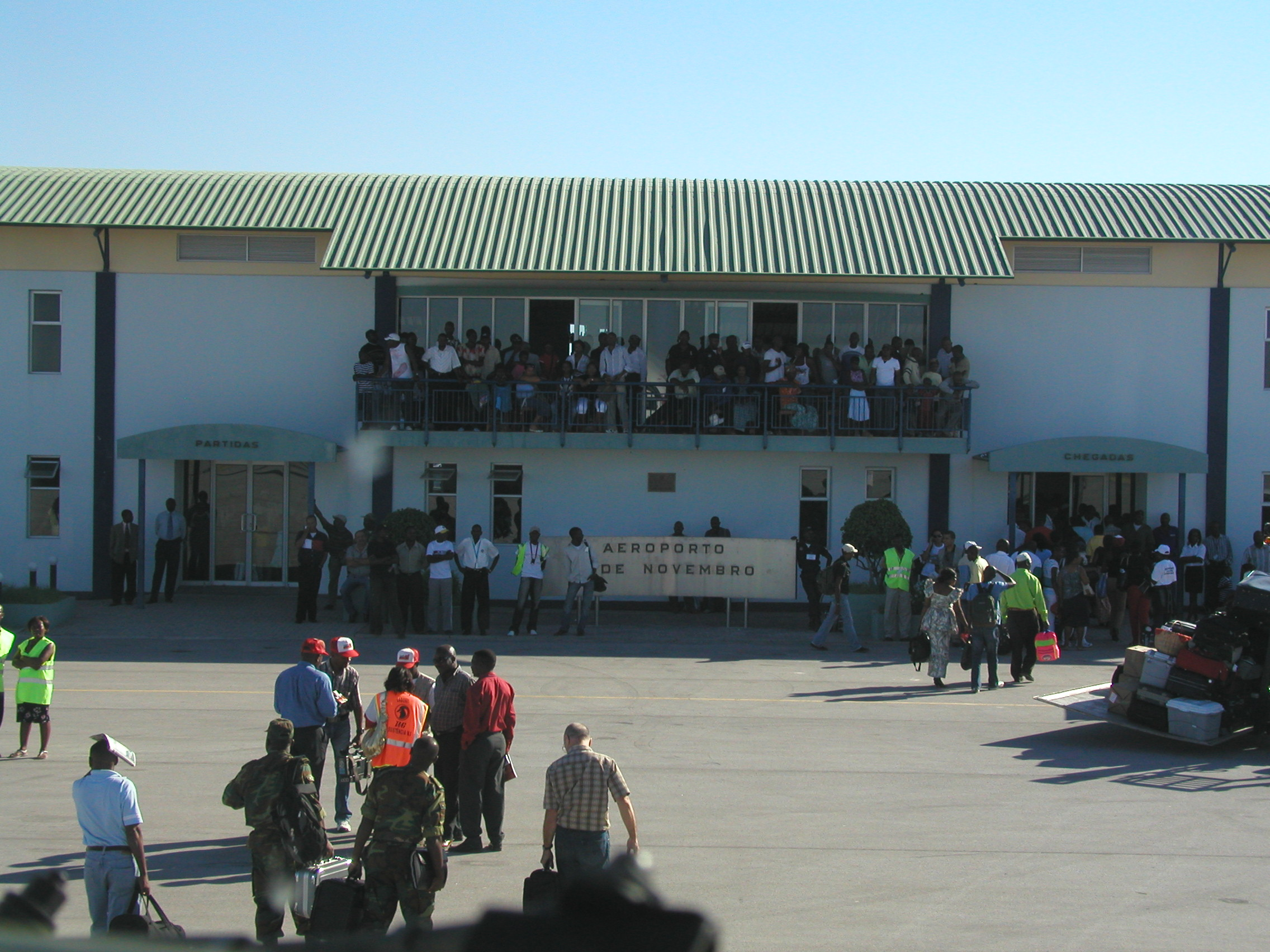
Der Flughafen 11 de Novembro in Ondjiva (2008)

## Verkehr und Wirtschaft
Der Flughafen Ondjiva liegt am nordwestlichen Rand der Stadt.
Bedingt durch die früher sehr schlechte Straßenanbindung Richtung Norden über Lubango hinaus und die Nähe zum Nachbarland, ist die Wirtschaft stark auf das nahe gelegene Namibia ausgerichtet. Für die Zukunft ist der Bau einer Eisenbahntrasse von Namibia über Ondjiva bis Lubango geplant. Auf namibischer Seite ist die Bahnverbindung bis zum Grenzübergang Oshikango bereits fertiggestellt.
Neben verschiedenen nichtstaatlichen Organisationen sind dort vor allem die Provinzregierung sowie einige Handels- und Transportunternehmen beheimatet.

## Söhne und Töchter der Stadt
- Marcelina Vahekeni (* 1990), Miss Angola 2012, Vertreterin Angolas bei den Wahlen zur Miss Universe[2]